# Phoenix - Delitto di polizia
Phoenix - Delitto di polizia (Phoenix) è un film del 1998 diretto da Danny Cannon.

## Trama
Harry è un poliziotto che è solito giocare d'azzardo, finendo per indebitarsi. Nonostante i rimproveri della moglie non riesce a vincere la sua dipendenza. A un certo punto, non riuscendo più a onorare i debiti, decide di rapinare il night club di un usuraio. Riferisce dell'idea ai suoi colleghi Mike, James e Fred, i quali all'inizio si mostrano reticenti, ma poi decidono di sostenerlo. Messo a segno il colpo Harry salda il debito per poi uccidere il creditore, anch'esso esponente della malavita, mentre i suoi colleghi vengono tutti uccisi